# Succinilcoenzima A
EC 6 - Ligases
EC 6.2 - Formação de ligações carbono-enxofre
EC 6.2.1 - Ligases ácido-tiol
EC 6.2.1.4 - Succinato - CoA ligase (formação do PIB)
Nome aceito: succinato - CoA ligase (formação de PIB)
Outros nomes: G-STK, Enzima P, SCS, succinato de tioquinase, enzima foscinato-succinato, tioquinase succínica, succinil CoA sintetase, succinil coenzima A sintetase, succinil coenzima A sintetase (formadora de PIB), succinil coenzima A sintetase (formador de difosfato de guanosina), succinil-CoA sintetase (formadora de PIB)
Nome sistemático: succinato: CoA ligase (formação do PIB)

Succinil-Coenzima A, abreviado como Succinil-CoA ou SucCoA, é um tioéster, uma combinação de ácido succínico e coenzima A.

A succinil coenzima A sintetase (SCS, também conhecida como succinil-CoA sintetase ou succinato tioquinase ou succinato-CoA ligase) é uma enzima que catalisa a reação reversível da succinil-CoA para succinar. [3] A enzima facilita o acoplamento desta reação à formação de uma molécula de nucleosídeo trifosfato (GTP ou ATP) a partir de uma molécula inorgânica de fosfato e uma molécula nucleosídeo de difosfato (PIB ou ADP). Desempenha um papel fundamental como um dos catalisadores envolvidos no ciclo do ácido cítrico, uma via central no metabolismo celular, e está localizado na matriz mitocondrial de uma célula. [4]
A succinil CoA sintetase catalisa a seguinte reação reversível:

## Succinil CoA + Pi + NDP ↔ Succinato + CoA + NTP
onde Pi denota fosfato inorgânico, NDP denota nucleosídeo difosfato (PIB ou ADP) e NTP denota nucleosídeo trifosfato (GTP ou ATP). Como mencionado, a enzima facilita o acoplamento da conversão de succinil CoA em succinato com a formação de NTP a partir de NDP e Pi. A reação tem uma mudança de energia livre de estado bioquímico padrão de -3,4 kJ / mol. [4] A reação ocorre por um mecanismo de três etapas [3]. O primeiro passo envolve o deslocamento de CoA de succinil CoA por uma molécula de fosfato inorgânico nucleofílico para formar foscinato de succinil. A enzima utiliza então um resíduo de histidina para remover o grupo fosfato do succinil fosfato e gerar succinato. Finalmente, a histidina fosforilada transfere o grupo fosfato para um difosfato de nucleosídeo, que gera o trifosfato de nucleosídeo transportador de alta energia.

## Regulação e Inibição
Em algumas bactérias, a enzima é regulada no nível transcricional. [5] Foi demonstrado que o gene para SCS (sucCD) é transcrito junto com o gene da α-cetoglutarato desidrogenase (sucAB) sob o controle de um promotor chamado sdhC, que faz parte do operon succinato desidrogenase. Esse operon é regulado pela presença de oxigênio e responde a uma variedade de fontes de carbono. Drogas antibacterianas que impedem a fosforilação da histidina, como a molécula LY26650, são inibidores potentes das SCS bacterianas. [6]

## Papel na doença
Acidose láctica infantil fatal: A SCS defeituosa tem sido implicada como causa da acidose láctica infantil fatal, uma doença em bebês caracterizada pelo acúmulo de níveis tóxicos de ácido lático. A condição (quando é mais grave) resulta em morte geralmente dentro de 2 a 4 dias após o nascimento. [7] Foi determinado que pacientes com a condição exibem uma deleção de dois pares de bases no gene conhecido como SUCLG1 que codifica a subunidade α da SCS. [7] Como resultado, a SCS funcional está ausente no metabolismo, causando um grande desequilíbrio no fluxo entre a glicólise e o ciclo do ácido cítrico. Como as células não possuem um ciclo funcional de ácido cítrico, a acidose ocorre porque as células são forçadas a escolher a produção de ácido lático como o principal meio de produção de ATP.